# Primavera Izaguirre
Primavera Izaguirre de Artucio (Artigas, Uruguay, 18 de octubre de 1932) es una ingeniera agrónoma, botánica, profesora, escritora y destacada agrostóloga uruguaya.
Ingresó como profesora en 1959 a la Facultad de Agronomía, retirándose en 1994, pero continuando trabajos en la Facultad en taxonomía de la flora regional y de dirección de tesis de postgrado, sobre todo en temas relacionados con la conservación de especies nativas y la conservación del hábitat silvestre.
Ha viajado en expediciones botánicas, a lo largo de América del Sur: Argentina, Brasil, Chile, Paraguay, Uruguay, recogiendo y estudiando la flora neotropical.

## Algunas publicaciones
- 1967. Nuevas especie de Aristida (Gramineae) y clave del género para el Uruguay. Nº 94 de Boletín. 7 pp.

- 1966. Nuevas especie de Piptochaetium (Gramineae). Nº 90 de Boletín. 6 pp.

### Libros
- 1997. Las leguminosas en el Uruguay y regiones vecinas. xxx pag.
- 1988. Desarrollo de las cubiertas del cariopse de Paspalum dilatatum Poir. (Poaceae). Vol. 14 de Boletín de investigación. 16 pp.

- 1979. Tipos de megagametofito en Paspalum dilatatum Poir. ssp. dilatatum (Gramineae). Facultad de Agronomía, Universidad de la República. 15 pp.

- 1970. Gramíneas uruguayas. Colección Ciencias 5, Montevideo. 489 pp.

- 1968. Sinopsis de Briza (Gramineae) del Uruguay y notas taxonómicas sobre otras especies de este género. Nº 105 de Boletín. 34 pp.

- 1965. Clave analítica de las familias de fanerógamas del Uruguay. 40 pp.

### Inéditos
- 2006. 70 años de historia de la Botánica en la Facultad de Agronomía de la Universidad de la República. Montevideo: Facultad de Agronomía, inédito

## Honores

### Membresías
- IUCN Species Survival Commission-South American Group

- 1999: Grupo de Flora Neotrópica

- La abreviatura «Izag.» se emplea para indicar a Primavera Izaguirre como autoridad en la descripción y clasificación científica de los vegetales.[[Categoría:Botánicos con abreviatura de autor|Izaguirre]][2] La orquídea Cyrtopodium izaguirreae fue nombrada en su honor.[3]

- Premio Morosoli Agropecuaria: Innovación y desarrollo.[4]